# Liste des planètes mineures non numérotées découvertes en 1991
Pour un article plus général, voir Liste des planètes mineures.
Cet article dresse la liste des planètes mineures (astéroïdes, centaures, objets transneptuniens et assimilés) non numérotées découvertes en 1991 dans l'ordre de leur découverte.
Au 15 janvier 2025, 661 077 des 1 434 993 planètes mineures répertoriées par le Centre des planètes mineures ne sont pas encore numérotées, soit 46,07 %.

## Rappel concernant la désignation provisoire
La désignation provisoire indique l'ordre de découverte de ces objets. En effet, cette désignation est composée de l'année de découverte (par exemple 1991) suivie de la quinzaine (demi-mois) de découverte (p.e. A = 1-15 janvier) puis de l'ordre de découverte dans cette quinzaine. Cet ordre est indiqué par une lettre et éventuellement un chiffre comme suit : A pour la première découverte, B pour la deuxième, ..., Z pour la 25e (le I n'est pas utilisé pour éviter la confusion avec 1), A1 pour la 26e, B1 pour la 27e, etc. , Z1 pour la 50e, A2 pour la 51e, B2 pour la 52e, etc. L'ordre de la numérotation ne suit donc pas l'ordre alphanumérique. 1991 AA1 suit ainsi 1991 AZ et précède 1991 AB1.

## Liste

### Du 16 au 31 janvier 1991
- 1991 BA

### Du1erau 15 avril 1991
- 1991 GK
- 1991 GO

### Du1erau 15 mai 1991
- 1991 JR

### Du1erau 15 août 1991
- 1991 PN
- 1991 PW22

### Du1erau 15 septembre 1991
- 1991 RN28

### Du1erau 15 octobre 1991
- 1991 TT
- 1991 TU

### Du1erau 15 novembre 1991
- 1991 VA
- 1991 VD
- 1991 VG

### Du1erau 15 décembre 1991
- 1991 XA
- 1991 XB